# Vento di passioni (film 1994)
Vento di passioni (Legends of the Fall) è un film del 1994 diretto da Edward Zwick, basato su un romanzo di Jim Harrison, Legends of the Fall. Attori principali del film sono Brad Pitt, Anthony Hopkins, Aidan Quinn e Julia Ormond. La colonna sonora è composta da James Horner ed eseguita dalla London Symphony Orchestra.
Ha vinto il Premio Oscar nel 1995 come migliore fotografia.

## Trama
Il film si presenta come un lungo flashback, nel quale il nativo americano  Colpo di Pugnale racconta la storia della famiglia Ludlow.
Il colonnello Ludlow, dopo essersi ritirato dall'esercito, decide di dedicarsi all'allevamento di bestiame in una fattoria nel Montana. La sua decisione avviene in seguito al disgusto provato nell'aver visto il trattamento che il governo statunitense usava nei confronti degli indiani Dakota. Dopo l'abbandono da parte della moglie, cresce da solo i suoi tre figli: Alfred, Tristan e Samuel.
I ragazzi crescono e Samuel si fidanza con Susannah, per la quale non è il solo a nutrire dell'affetto. Allo scoppio della prima guerra mondiale, il 14 ottobre 1914 Samuel si arruola come volontario e gli altri due fratelli lo seguono per proteggerlo. Samuel muore in guerra, colpito sul filo spinato dai colpi di una mitragliatrice azionata da due soldati tedeschi il 4 febbraio 1915. Tristan, sconvolto dalla morte del fratello, uccide i soldati tedeschi togliendo loro lo scalpo alla maniera dei guerrieri indiani ed estrae il cuore dal petto del fratello. Alla fine i due fratelli superstiti tornano alla fattoria dove però si crea tra loro una forte rivalità essendo entrambi innamorati di Susannah. Ella si innamora di Tristan ma questi, dopo essersi legato a lei e aver litigato con il fratello che nel frattempo entra in affari in città, vede risvegliare dentro di sé un senso di rabbia e vuoto o, come diceva l'indiano Colpo di Pugnale «si risveglia in lui l'orso». Per questo lascia la famiglia e parte senza una meta. Susannah lo aspetta finché lui non le invia una lettera nella quale le dice che fra loro è finita e le consiglia di sposare un altro uomo. Alfred chiede al padre la benedizione per diventare membro del Congresso, ma i due litigano e Alfred chiude i rapporti col padre, sposando Susannah.
Molti anni dopo Tristan ritorna, apprende la notizia del matrimonio e del successo politico del fratello Alfred. Scopre che il padre ha avuto un ictus tempo addietro lasciandolo incapace di parlare. Riporta un po' di vita nella casa di famiglia e si innamora di Isabell II, la figlia della famiglia mezzosangue che vive da sempre con la sua famiglia.
Con l'avvento del proibizionismo, Tristan contrabbanda alcolici ma questo lo mette in contrasto con altri contrabbandieri collusi con la polizia locale. Durante un agguato, tornando a casa dopo una festa in città, un poliziotto spara una raffica di mitra e inavvertitamente uccide Isabell II. Tristan, furioso, lo picchia a sangue finché viene fermato dagli altri poliziotti e picchiato da un trafficante concorrente.
Dopo il funerale di Isabell II, Alfred consiglia al fratello di dichiararsi colpevole e scontare trenta giorni di prigione per l'aggressione al poliziotto. Dopo aver scontato la pena nel carcere della città, in cui era venuta a fargli visita anche Susannah, Tristan torna a casa con l'intento di vendicarsi. Mentre il mezzosangue che vive con i Ludlow uccide il poliziotto responsabile della morte della figlia Tristan uccide il contrabbandiere che era presente all'agguato. Susannah intanto, sopraffatta dalla depressione crescente scaturita dal non poter avere l'uomo che ama e dall’aver scoperto di essere sterile, si suicida con un colpo di pistola. Alfred riporta Susannah a casa per essere sepolta nel terreno della famiglia e dichiara a Tristan tutta la sua gelosia, per averlo visto sempre amato da tutti, nonostante sia sempre stato irrispettoso per qualunque regola. Tristan sta per andarsene ma le forze dell'ordine, insieme al fratello del contrabbandiere ucciso, arrivano alla fattoria dei Ludlow con l'intento di eliminare Tristan. Prendono Pet e il piccolo Samuel, fino a quando Tristan interviene facendo mettere al riparo le donne con i bambini. Tristan chiede di essere ucciso in mezzo al bosco per non essere visto dal suo ragazzo, ma Colpo di Pugnale distrae gli uomini con il cavallo e il colonnello, uscito di casa con il fucile, uccide il contrabbandiere ed un poliziotto. Alla reazione dello sceriffo Tristan si para davanti al padre, ma vengono salvati dall'intervento di Alfred, che spara allo sceriffo con un fucile. Il gesto fa in modo che il padre accantoni il vecchio risentimento e Tristan, costretto a fuggire, chiede al fratello di fare da padre ai suoi figli.
Il film si chiude con una scena ambientata nel 1963, dove un vecchio Tristan, che è riuscito a veder crescere i suoi figli pur vivendo sempre al confine tra il suo mondo e la realtà, viene aggredito da un orso grigio. Contrariamente a quello che era riuscito a fare da adolescente, mettendo in fuga l'orso tagliandogli un artiglio, questa volta rimane ucciso, facendo dire a Colpo di Pugnale: Ebbe una buona morte.

## Riconoscimenti
- 1995 - Premio Oscar
  - Migliore fotografia a John Toll
  - Nomination Migliore scenografia a Lilly Kilvert e Dorree Cooper
  - Nomination Miglior sonoro a Paul Massey, David E. Campbell, Chris David e Douglas Ganton
- 1995 - Golden Globe
  - Nomination Miglior film drammatico
  - Nomination Migliore regia a Edward Zwick
  - Nomination Miglior attore in un film drammatico a Brad Pitt
  - Nomination Miglior colonna sonora a James Horner
- 1995 - American Society of Cinematographers
  - Nomination Miglior fotografia a John Toll
- 1995 - Camerimage
  - Nomination Rana d'oro a John Toll
- 1995 - Western Heritage Awards
  - Bronze Wrangler a Edward Zwick, William D. Wittliff, Anthony Hopkins e Brad Pitt

## Produzione
Ad Edward Zwick ci sono voluti ben 17 anni per portare questo progetto sul grande schermo. Le riprese si sono svolte interamente in Canada, negli stati della Columbia Britannica e Alberta tra il 14 giugno e il 23 settembre 1993.
Il film è uscito negli Usa il 23 dicembre 1994. In Italia dal 24 marzo 1995. Gli incassi totali sono stati di oltre 160 milioni di dollari nel mondo.